# Kpok-Mbonga
Kpok-Mbonga est un village Camerounais de la région de l'Est. Il dépend du département de Lom-et-Djérem, de la commune de Bétaré-Oya et du canton de Yayoué. 

## Population
En 2005 on recensait 943 habitants à Kpok-Mbonga, et 800 en 2011, dont 212 jeunes de moins de 15 ans et 192 enfants de moins de 5 ans.

## Infrastructures
Kpok-Mbonga possède l'un des six marchés de plein air de la commune de Bétaré-Oya.
En 2011, a été planifié la construction d'un magasin de stockage des produits agricoles, ainsi que deux forages d'eau et un puits d'eau.